# Llista de municipis de Sòria

Mapa de la província de Sòria

Llista de municipis de la província de Sòria, Espanya:
Informació actualitzada per un bot. Els canvis manuals es perdran quan s'actualitzi!
| Escut | Municipi                     | Població | Superfície km² | Densitat | Altitud | Codi postal                                      | Codi territorial | Dades a Wikidata              |
| ----- | ---------------------------- | -------- | -------------- | -------- | ------- | ------------------------------------------------ | ---------------- | ----------------------------- |
|       | Abejar                       | 386      | 23,4           | 16,47    | 1.090   | 42146                                            | 42001            | Modifica les dades a Wikidata |
|       | Adradas                      | 58       | 67,5           | 0,86     | 1.053   | 42216                                            | 42003            | Modifica les dades a Wikidata |
|       | Alconaba                     | 199      | 52,3           | 3,81     | 1.007   | 42134                                            | 42006            | Modifica les dades a Wikidata |
|       | Alcubilla de Avellaneda      | 107      | 60             | 1,78     | 926     | 42351                                            | 42007            | Modifica les dades a Wikidata |
|       | Alcubilla de las Peñas       | 59       | 86             | 0,69     | 1.124   | 42213                                            | 42008            | Modifica les dades a Wikidata |
|       | Aldealafuente                | 83       | 45             | 1,84     | 1.009   | 42134                                            | 42009            | Modifica les dades a Wikidata |
|       | Aldealices                   | 20       | 6,3            | 3,16     | 1.133   | 42180                                            | 42010            | Modifica les dades a Wikidata |
|       | Aldealpozo                   | 18       | 11,9           | 1,52     | 1.053   | 42112                                            | 42011            | Modifica les dades a Wikidata |
|       | Aldealseñor                  | 28       | 9,3            | 3,01     | 1.088   | 42180                                            | 42012            | Modifica les dades a Wikidata |
|       | Aldehuela de Periáñez        | 30       | 27             | 1,11     | 1.053   | 42180                                            | 42013            | Modifica les dades a Wikidata |
|       | Alentisque                   | 24       | 35             | 0,69     | 1.059   | 42225                                            | 42015            | Modifica les dades a Wikidata |
|       | Aliud                        | 21       | 17,7           | 1,19     | 1.016   | 42132                                            | 42016            | Modifica les dades a Wikidata |
|       | Almajano                     | 182      | 10             | 18,2     | 1.054   | 42180                                            | 42017            | Modifica les dades a Wikidata |
|       | Almaluez                     | 124      | 159            | 0,78     | 796     | 42258                                            | 42018            | Modifica les dades a Wikidata |
|       | Almarza                      | 626      | 100            | 6,26     | 1.151   | 42169                                            | 42019            | Modifica les dades a Wikidata |
|       | Almazul                      | 60       | 67,9           | 0,88     | 982     | 42126                                            | 42021            | Modifica les dades a Wikidata |
|       | Almazán                      | 5.476    | 166,5          | 32,88    | 960     | 42200                                            | 42020            | Modifica les dades a Wikidata |
|       | Almenar de Soria             | 216      | 106            | 2,04     | 1.007   | 42130                                            | 42022            | Modifica les dades a Wikidata |
|       | Alpanseque                   | 51       | 54,6           | 0,93     | 1.112   | 42213                                            | 42023            | Modifica les dades a Wikidata |
|       | Arancón                      | 76       | 77,6           | 0,98     | 1.065   | 42180                                            | 42024            | Modifica les dades a Wikidata |
|       | Arcos de Jalón               | 1.545    | 441,5          | 3,5      | 831     | 42250                                            | 42025            | Modifica les dades a Wikidata |
|       | Arenillas                    | 42       | 30,4           | 1,38     | 1.097   | 42368                                            | 42026            | Modifica les dades a Wikidata |
|       | Arévalo de la Sierra         | 70       | 39             | 1,79     | 1.209   | 42161                                            | 42027            | Modifica les dades a Wikidata |
|       | Ausejo de la Sierra          | 115      | 20             | 5,75     | 1.096   | 42172                                            | 42028            | Modifica les dades a Wikidata |
|       | Baraona                      | 122      | 116,6          | 1,05     | 1.105   | 42213                                            | 42029            | Modifica les dades a Wikidata |
|       | Barca                        | 107      | 45             | 2,38     | 965     | 42210                                            | 42030            | Modifica les dades a Wikidata |
|       | Barcones                     | 25       | 55,4           | 0,45     | 1.100   | 42368                                            | 42031            | Modifica les dades a Wikidata |
|       | Bayubas de Abajo             | 144      | 44             | 3,27     | 921     | 42366                                            | 42032            | Modifica les dades a Wikidata |
|       | Bayubas de Arriba            | 60       | 20,6           | 2,91     | 958     | 42366                                            | 42033            | Modifica les dades a Wikidata |
|       | Beratón                      | 41       | 41,2           | 1        | 1.391   | 42107                                            | 42034            | Modifica les dades a Wikidata |
|       | Berlanga de Duero            | 831      | 220,2          | 3,77     | 936     | 42360                                            | 42035            | Modifica les dades a Wikidata |
|       | Blacos                       | 38       | 17,6           | 2,16     | 1.044   | 42193                                            | 42036            | Modifica les dades a Wikidata |
|       | Bliecos                      | 26       | 16,5           | 1,58     | 1.044   | 42128                                            | 42037            | Modifica les dades a Wikidata |
|       | Borjabad                     | 30       | 23,4           | 1,28     | 1.013   | 42218                                            | 42038            | Modifica les dades a Wikidata |
|       | Borobia                      | 228      | 62             | 3,68     | 1.130   | 42107                                            | 42039            | Modifica les dades a Wikidata |
|       | Buberos                      | 28       | 18,5           | 1,51     | 1.018   | 42132                                            | 42041            | Modifica les dades a Wikidata |
|       | Buitrago                     | 74       | 5,2            | 14,37    | 1.032   | 42162                                            | 42042            | Modifica les dades a Wikidata |
|       | Burgo de Osma-Ciudad de Osma | 5.204    | 289,4          | 17,99    | 906     | 42300                                            | 42043            | Modifica les dades a Wikidata |
|       | Cabrejas del Campo           | 53       | 17,9           | 2,97     | 991     | 42130                                            | 42044            | Modifica les dades a Wikidata |
|       | Cabrejas del Pinar           | 299      | 124            | 2,41     | 1.161   | 42146                                            | 42045            | Modifica les dades a Wikidata |
|       | Calatañazor                  | 43       | 64             | 0,67     | 1.059   | 42193                                            | 42046            | Modifica les dades a Wikidata |
|       | Caltojar                     | 51       | 84,4           | 0,6      | 965     | 42367                                            | 42048            | Modifica les dades a Wikidata |
|       | Candilichera                 | 104      | 45             | 2,31     | 1.004   | 42134                                            | 42049            | Modifica les dades a Wikidata |
|       | Carabantes                   | 22       | 16,3           | 1,35     | 979     | 42126                                            | 42051            | Modifica les dades a Wikidata |
|       | Caracena                     | 14       | 18,2           | 0,77     | 1.080   | 42311                                            | 42052            | Modifica les dades a Wikidata |
|       | Carrascosa de Abajo          | 18       | 23,6           | 0,76     | 1.023   | 42311                                            | 42053            | Modifica les dades a Wikidata |
|       | Carrascosa de la Sierra      | 19       | 12,8           | 1,49     | 1.184   | 42180                                            | 42054            | Modifica les dades a Wikidata |
|       | Casarejos                    | 146      | 28             | 5,21     | 1.085   | 42148                                            | 42055            | Modifica les dades a Wikidata |
|       | Castilfrío de la Sierra      | 34       | 12             | 2,83     | 1.204   | 42180                                            | 42056            | Modifica les dades a Wikidata |
|       | Castillejo de Robledo        | 95       | 53             | 1,79     | 962     | 42328                                            | 42058            | Modifica les dades a Wikidata |
|       | Castilruiz                   | 158      | 38             | 4,16     | 1.006   | 42113                                            | 42057            | Modifica les dades a Wikidata |
|       | Cañamaque                    | 27       | 23             | 1,17     | 958     | 42220                                            | 42050            | Modifica les dades a Wikidata |
|       | Centenera de Andaluz         | 21       | 20             | 1,05     | 944     | 42211                                            | 42059            | Modifica les dades a Wikidata |
|       | Cerbón                       | 30       | 18             | 1,67     | 1.118   | 42181                                            | 42060            | Modifica les dades a Wikidata |
|       | Cidones                      | 314      | 71,2           | 4,41     | 1.087   | 42145                                            | 42061            | Modifica les dades a Wikidata |
|       | Cigudosa                     | 15       | 21             | 0,71     | 735     | 42113                                            | 42062            | Modifica les dades a Wikidata |
|       | Cihuela                      | 39       | 34             | 1,15     | 841     | 42126                                            | 42063            | Modifica les dades a Wikidata |
|       | Ciria                        | 70       | 52,6           | 1,33     | 1.024   | 42138                                            | 42064            | Modifica les dades a Wikidata |
|       | Cirujales del Río            | 20       | 9              | 2,22     | 1.067   | 42180                                            | 42065            | Modifica les dades a Wikidata |
|       | Coscurita                    | 68       | 55             | 1,24     | 964     | 42216                                            | 42068            | Modifica les dades a Wikidata |
|       | Covaleda                     | 1.574    | 104,4          | 15,08    | 1.202   | 42157                                            | 42069            | Modifica les dades a Wikidata |
|       | Cubilla                      | 24       | 20,2           | 1,19     | 1.091   | 42148                                            | 42070            | Modifica les dades a Wikidata |
|       | Cubo de la Solana            | 163      | 132,8          | 1,23     | 992     | 42191                                            | 42071            | Modifica les dades a Wikidata |
|       | Cueva de Ágreda              | 69       | 30             | 2,3      | 1.301   | 42107                                            | 42073            | Modifica les dades a Wikidata |
|       | Deza                         | 165      | 118,2          | 1,4      | 884     | 42126                                            | 42076            | Modifica les dades a Wikidata |
|       | Duruelo de la Sierra         | 1.026    | 55             | 18,65    | 1.205   | 42158                                            | 42078            | Modifica les dades a Wikidata |
|       | Dévanos                      | 72       | 16,4           | 4,4      | 940     | 42108                                            | 42075            | Modifica les dades a Wikidata |
|       | El Royo                      | 251      | 126            | 1,99     | 732     | 42153                                            | 42160            | Modifica les dades a Wikidata |
|       | Escobosa de Almazán          | 20       | 19,4           | 1,03     | 1.079   | 42223                                            | 42079            | Modifica les dades a Wikidata |
|       | Espeja de San Marcelino      | 151      | 71,8           | 2,1      | 1.032   | 42142                                            | 42080            | Modifica les dades a Wikidata |
|       | Espejón                      | 128      | 22             | 5,82     | 1.031   | 42142                                            | 42081            | Modifica les dades a Wikidata |
|       | Estepa de San Juan           | 13       | 10,5           | 1,24     | 1.254   | 42180                                            | 42082            | Modifica les dades a Wikidata |
|       | Frechilla de Almazán         | 21       | 25,7           | 0,82     | 983     | 42216                                            | 42083            | Modifica les dades a Wikidata |
|       | Fresno de Caracena           | 19       | 16,8           | 1,13     | 952     | 42311                                            | 42084            | Modifica les dades a Wikidata |
|       | Fuentearmegil                | 150      | 60             | 2,5      | 986     | 42141                                            | 42085            | Modifica les dades a Wikidata |
|       | Fuentecambrón                | 32       | 48,6           | 0,66     | 1.016   | 42342                                            | 42086            | Modifica les dades a Wikidata |
|       | Fuentecantos                 | 65       | 9              | 7,22     | 1.032   | 42162                                            | 42087            | Modifica les dades a Wikidata |
|       | Fuentelmonge                 | 61       | 42,2           | 1,44     | 866     | 42220                                            | 42088            | Modifica les dades a Wikidata |
|       | Fuentelsaz de Soria          | 64       | 26,3           | 2,43     | 1.078   | 42162                                            | 42089            | Modifica les dades a Wikidata |
|       | Fuentepinilla                | 78       | 52             | 1,5      | 939     | 42294                                            | 42090            | Modifica les dades a Wikidata |
|       | Fuentes de Magaña            | 51       | 11             | 4,64     | 1.142   | 42181                                            | 42092            | Modifica les dades a Wikidata |
|       | Fuentestrún                  | 52       | 9              | 5,78     | 1.010   | 42113                                            | 42093            | Modifica les dades a Wikidata |
|       | Garray                       | 785      | 76,2           | 10,3     | 1.031   | 42162                                            | 42094            | Modifica les dades a Wikidata |
|       | Golmayo                      | 3.059    | 190            | 16,1     | 1.041   | 42190                                            | 42095            | Modifica les dades a Wikidata |
|       | Gormaz                       | 26       | 15,7           | 1,65     | 953     | 42313                                            | 42097            | Modifica les dades a Wikidata |
|       | Gómara                       | 288      | 68,3           | 4,22     | 1.048   | 42120                                            | 42096            | Modifica les dades a Wikidata |
|       | Herrera de Soria             | 11       | 26             | 0,42     | 1.094   | 42148                                            | 42098            | Modifica les dades a Wikidata |
|       | Hinojosa del Campo           | 25       | 26             | 0,96     | 1.034   | 42112                                            | 42100            | Modifica les dades a Wikidata |
|       | La Losilla                   | 13       | 7,9            | 1,65     | 1.174   | 42181                                            | 42106            | Modifica les dades a Wikidata |
|       | La Póveda de Soria           | 110      | 64,3           | 1,71     | 1.294   | 42169                                            | 42141            | Modifica les dades a Wikidata |
|       | La Riba de Escalote          | 8        | 23,4           | 0,34     | 1.030   | 42368                                            | 42157            | Modifica les dades a Wikidata |
|       | Langa de Duero               | 716      | 189,9          | 3,77     | 850     | 42.320                                           | 42103            | Modifica les dades a Wikidata |
|       | Las Aldehuelas               | 60       | 38             | 1,58     | 1.267   | 42173                                            | 42014            | Modifica les dades a Wikidata |
|       | Liceras                      | 49       | 24,4           | 2,01     | 1.128   | 42341                                            | 42105            | Modifica les dades a Wikidata |
|       | Los Rábanos                  | 476      | 101,5          | 4,69     | 1.022   | 42191                                            | 42149            | Modifica les dades a Wikidata |
|       | Los Villares de Soria        | 75       | 14,4           | 5,22     | 1.060   | 42162 42180                                      | 42211            | Modifica les dades a Wikidata |
|       | Magaña                       | 64       | 58             | 1,1      | 953     | 42181                                            | 42107            | Modifica les dades a Wikidata |
|       | Maján                        | 9        | 30,4           | 0,3      | 1.145   | 42225                                            | 42108            | Modifica les dades a Wikidata |
|       | Matalebreras                 | 81       | 41,6           | 1,95     | 995     | 42113                                            | 42110            | Modifica les dades a Wikidata |
|       | Matamala de Almazán          | 254      | 62             | 4,1      | 945     | 42211                                            | 42111            | Modifica les dades a Wikidata |
|       | Medinaceli                   | 671      | 205,4          | 3,27     | 1.092   | 42240                                            | 42113            | Modifica les dades a Wikidata |
|       | Miño de Medinaceli           | 78       | 56,3           | 1,39     | 1.161   | 42230                                            | 42115            | Modifica les dades a Wikidata |
|       | Miño de San Esteban          | 40       | 49             | 0,82     | 942     | 42328                                            | 42116            | Modifica les dades a Wikidata |
|       | Molinos de Duero             | 158      | 27,4           | 5,77     | 1.095   | 42156                                            | 42117            | Modifica les dades a Wikidata |
|       | Momblona                     | 18       | 23             | 0,78     | 1.062   | 42225                                            | 42118            | Modifica les dades a Wikidata |
|       | Monteagudo de las Vicarías   | 177      | 97             | 1,82     | 794     | 42220                                            | 42119            | Modifica les dades a Wikidata |
|       | Montejo de Tiermes           | 140      | 167            | 0,84     | 1.157   | 42341                                            | 42120            | Modifica les dades a Wikidata |
|       | Montenegro de Cameros        | 45       | 55             | 0,82     | 1.235   | 26127                                            | 42121            | Modifica les dades a Wikidata |
|       | Morón de Almazán             | 202      | 62             | 3,26     | 1.004   | 42223                                            | 42123            | Modifica les dades a Wikidata |
|       | Muriel Viejo                 | 75       | 11,4           | 6,6      | 1.090   | 42148                                            | 42125            | Modifica les dades a Wikidata |
|       | Muriel de la Fuente          | 55       | 3              | 18,33    | 1.016   | 42193                                            | 42124            | Modifica les dades a Wikidata |
|       | Nafría de Ucero              | 36       | 36,6           | 0,98     | 1.026   | 42141                                            | 42127            | Modifica les dades a Wikidata |
|       | Narros                       | 71       | 13,2           | 5,37     | 1.113   | 42189                                            | 42128            | Modifica les dades a Wikidata |
|       | Navaleno                     | 732      | 25             | 29,24    | 1.123   | 42149                                            | 42129            | Modifica les dades a Wikidata |
|       | Nepas                        | 50       | 25             | 2        | 1.040   | 42218                                            | 42130            | Modifica les dades a Wikidata |
|       | Nolay                        | 48       | 22             | 2,18     | 1.072   | 42223                                            | 42131            | Modifica les dades a Wikidata |
|       | Noviercas                    | 172      | 85             | 2,02     | 1.097   | 42132                                            | 42132            | Modifica les dades a Wikidata |
|       | Oncala                       | 61       | 39             | 1,56     | 1.294   | 42172                                            | 42135            | Modifica les dades a Wikidata |
|       | Pinilla del Campo            | 18       | 19,4           | 0,93     | 1.047   | 42112                                            | 42139            | Modifica les dades a Wikidata |
|       | Portillo de Soria            | 12       | 13             | 0,92     | 1.024   | 42138                                            | 42140            | Modifica les dades a Wikidata |
|       | Pozalmuro                    | 46       | 36             | 1,28     | 1.049   | 42112                                            | 42142            | Modifica les dades a Wikidata |
|       | Quintana Redonda             | 512      | 183            | 2,8      | 1.026   | 42291                                            | 42144            | Modifica les dades a Wikidata |
|       | Quintanas de Gormaz          | 127      | 30             | 4,23     | 937     | 42313                                            | 42145            | Modifica les dades a Wikidata |
|       | Quiñonería                   | 10       | 38,5           | 0,26     | 1.029   | 42126                                            | 42148            | Modifica les dades a Wikidata |
|       | Rebollar                     | 36       | 10,4           | 3,47     | 1.127   | 42165                                            | 42151            | Modifica les dades a Wikidata |
|       | Recuerda                     | 62       | 67,3           | 0,92     | 897     | 42313                                            | 42152            | Modifica les dades a Wikidata |
|       | Rello                        | 20       | 24,4           | 0,82     | 1.070   | 42368                                            | 42153            | Modifica les dades a Wikidata |
|       | Renieblas                    | 110      | 36,2           | 3,04     | 1.033   | 42189                                            | 42154            | Modifica les dades a Wikidata |
|       | Retortillo de Soria          | 130      | 172            | 0,76     | 1.241   | 42315                                            | 42155            | Modifica les dades a Wikidata |
|       | Reznos                       | 22       | 20,4           | 1,08     | 1.056   | 42126                                            | 42156            | Modifica les dades a Wikidata |
|       | Rioseco de Soria             | 123      | 50             | 2,46     | 1.009   | 42193                                            | 42158            | Modifica les dades a Wikidata |
|       | Rollamienta                  | 44       | 18,6           | 2,36     | 1.161   | 42165                                            | 42159            | Modifica les dades a Wikidata |
|       | Salduero                     | 145      | 3              | 48,33    | 1.103   | 42156                                            | 42161            | Modifica les dades a Wikidata |
|       | San Esteban de Gormaz        | 2.935    | 406,7          | 7,22     | 854     | 42330                                            | 42162            | Modifica les dades a Wikidata |
|       | San Felices                  | 59       | 21             | 2,81     | 925     | 42113                                            | 42163            | Modifica les dades a Wikidata |
|       | San Leonardo de Yagüe        | 1.949    | 60,6           | 32,17    | 1.039   | 42140                                            | 42164            | Modifica les dades a Wikidata |
|       | San Pedro Manrique           | 619      | 176,2          | 3,51     | 1.177   | 42174                                            | 42165            | Modifica les dades a Wikidata |
|       | Santa Cruz de Yanguas        | 56       | 33,5           | 1,67     | 1.203   | 42173                                            | 42166            | Modifica les dades a Wikidata |
|       | Santa María de Huerta        | 242      | 49,2           | 4,92     | 762     | 42260                                            | 42167            | Modifica les dades a Wikidata |
|       | Santa María de las Hoyas     | 113      | 45             | 2,51     | 1.071   | 42141                                            | 42168            | Modifica les dades a Wikidata |
|       | Serón de Nágima              | 122      | 60             | 2,03     | 948     | 42127                                            | 42171            | Modifica les dades a Wikidata |
|       | Soliedra                     | 33       | 19,5           | 1,69     | 1.098   | 42223                                            | 42172            | Modifica les dades a Wikidata |
|       | Sotillo del Rincón           | 175      | 60,5           | 2,89     | 1.100   | 42165                                            | 42174            | Modifica les dades a Wikidata |
|       | Suellacabras                 | 33       | 39             | 0,85     | 1.182   | 42189                                            | 42175            | Modifica les dades a Wikidata |
|       | Sòria                        | 40.750   | 271,8          | 149,93   | 1.063   | 42001–42005                                      | 42173            | Modifica les dades a Wikidata |
|       | Tajahuerce                   | 23       | 21             | 1,1      | 1.051   | 42112                                            | 42176            | Modifica les dades a Wikidata |
|       | Tajueco                      | 57       | 18             | 3,17     | 930     | 42365                                            | 42177            | Modifica les dades a Wikidata |
|       | Talveila                     | 101      | 53             | 1,91     | 1.064   | 42148                                            | 42178            | Modifica les dades a Wikidata |
|       | Tardelcuende                 | 424      | 64             | 6,63     | 990     | 42294                                            | 42181            | Modifica les dades a Wikidata |
|       | Taroda                       | 46       | 37             | 1,24     | 1.028   | 42216                                            | 42182            | Modifica les dades a Wikidata |
|       | Tejado                       | 96       | 78             | 1,23     | 989     | 42128                                            | 42183            | Modifica les dades a Wikidata |
|       | Torlengua                    | 45       | 41             | 1,1      | 862     | 42220                                            | 42184            | Modifica les dades a Wikidata |
|       | Torreblacos                  | 26       | 17,5           | 1,49     | 971     | 42193                                            | 42185            | Modifica les dades a Wikidata |
|       | Torrubia de Soria            | 56       | 52,3           | 1,07     | 1.048   | 42138                                            | 42187            | Modifica les dades a Wikidata |
|       | Trévago                      | 47       | 20             | 2,35     | 1.046   | 42113                                            | 42188            | Modifica les dades a Wikidata |
|       | Ucero                        | 91       | 17             | 5,35     | 964     | 42317                                            | 42189            | Modifica les dades a Wikidata |
|       | Vadillo                      | 83       | 14             | 5,93     | 1.129   | 42148                                            | 42190            | Modifica les dades a Wikidata |
|       | Valdeavellano de Tera        | 218      | 19,5           | 11,2     | 1.139   | 42165                                            | 42191            | Modifica les dades a Wikidata |
|       | Valdegeña                    | 37       | 13             | 2,85     | 1.068   | 42112                                            | 42192            | Modifica les dades a Wikidata |
|       | Valdelagua del Cerro         | 13       | 4,9            | 2,68     | 1.095   | 42113                                            | 42193            | Modifica les dades a Wikidata |
|       | Valdemaluque                 | 137      | 62             | 2,21     | 947     | 42318                                            | 42194            | Modifica les dades a Wikidata |
|       | Valdenebro                   | 94       | 51,4           | 1,83     | 935     | 42313                                            | 42195            | Modifica les dades a Wikidata |
|       | Valdeprado                   | 8        | 32             | 0,25     | 843     | 42181 42175                                      | 42196            | Modifica les dades a Wikidata |
|       | Valderrodilla                | 62       | 32             | 1,94     | 936     | 42294                                            | 42197            | Modifica les dades a Wikidata |
|       | Valtajeros                   | 19       | 23             | 0,83     | 1.253   | 42181                                            | 42198            | Modifica les dades a Wikidata |
|       | Velamazán                    | 67       | 71,6           | 0,94     | 976     | 42210 42365                                      | 42200            | Modifica les dades a Wikidata |
|       | Velilla de la Sierra         | 27       | 18,6           | 1,45     | 1.033   | 42189                                            | 42201            | Modifica les dades a Wikidata |
|       | Velilla de los Ajos          | 15       | 19,7           | 0,76     | 1.005   | 42225                                            | 42202            | Modifica les dades a Wikidata |
|       | Viana de Duero               | 49       | 56             | 0,88     | 992     | 42218                                            | 42204            | Modifica les dades a Wikidata |
|       | Villaciervos                 | 86       | 81,7           | 1,05     | 1.183   | 42192                                            | 42205            | Modifica les dades a Wikidata |
|       | Villanueva de Gormaz         | 8        | 21,4           | 0,37     | 966     | 42311                                            | 42206            | Modifica les dades a Wikidata |
|       | Villar del Ala               | 50       | 11,7           | 4,27     | 1.123   | 42165                                            | 42207            | Modifica les dades a Wikidata |
|       | Villar del Campo             | 30       | 25,3           | 1,19     | 1.029   | 42112                                            | 42208            | Modifica les dades a Wikidata |
|       | Villar del Río               | 156      | 127            | 1,23     | 1.008   | 42173 y 42174 (Huérteles y Montaves)             | 42209            | Modifica les dades a Wikidata |
|       | Villasayas                   | 60       | 61,8           | 0,97     | 1.027   | 42214                                            | 42212            | Modifica les dades a Wikidata |
|       | Villaseca de Arciel          | 24       | 21,6           | 1,11     | 1.006   | 42132                                            | 42213            | Modifica les dades a Wikidata |
|       | Vinuesa                      | 833      | 143            | 5,83     | 1.108   | 42150, 42157 (Quintanarejo) y 42156 (Santa Inés) | 42215            | Modifica les dades a Wikidata |
|       | Vizmanos                     | 30       | 24,3           | 1,23     | 1.200   | 42173                                            | 42216            | Modifica les dades a Wikidata |
|       | Vozmediano                   | 33       | 16,6           | 1,99     | 893     | 42107                                            | 42217            | Modifica les dades a Wikidata |
|       | Yanguas                      | 106      | 54             | 1,96     | 991     | 42172                                            | 42218            | Modifica les dades a Wikidata |
|       | Yelo                         | 37       | 25             | 1,48     | 1.122   | 42230                                            | 42219            | Modifica les dades a Wikidata |
|       | Àgreda                       | 3.094    | 164,9          | 18,76    | 929     | 42100                                            | 42004            | Modifica les dades a Wikidata |
|       | Ólvega                       | 3.838    | 98             | 39,16    | 1.030   | 42110                                            | 42134            | Modifica les dades a Wikidata |